# Batalla de los nacimientos

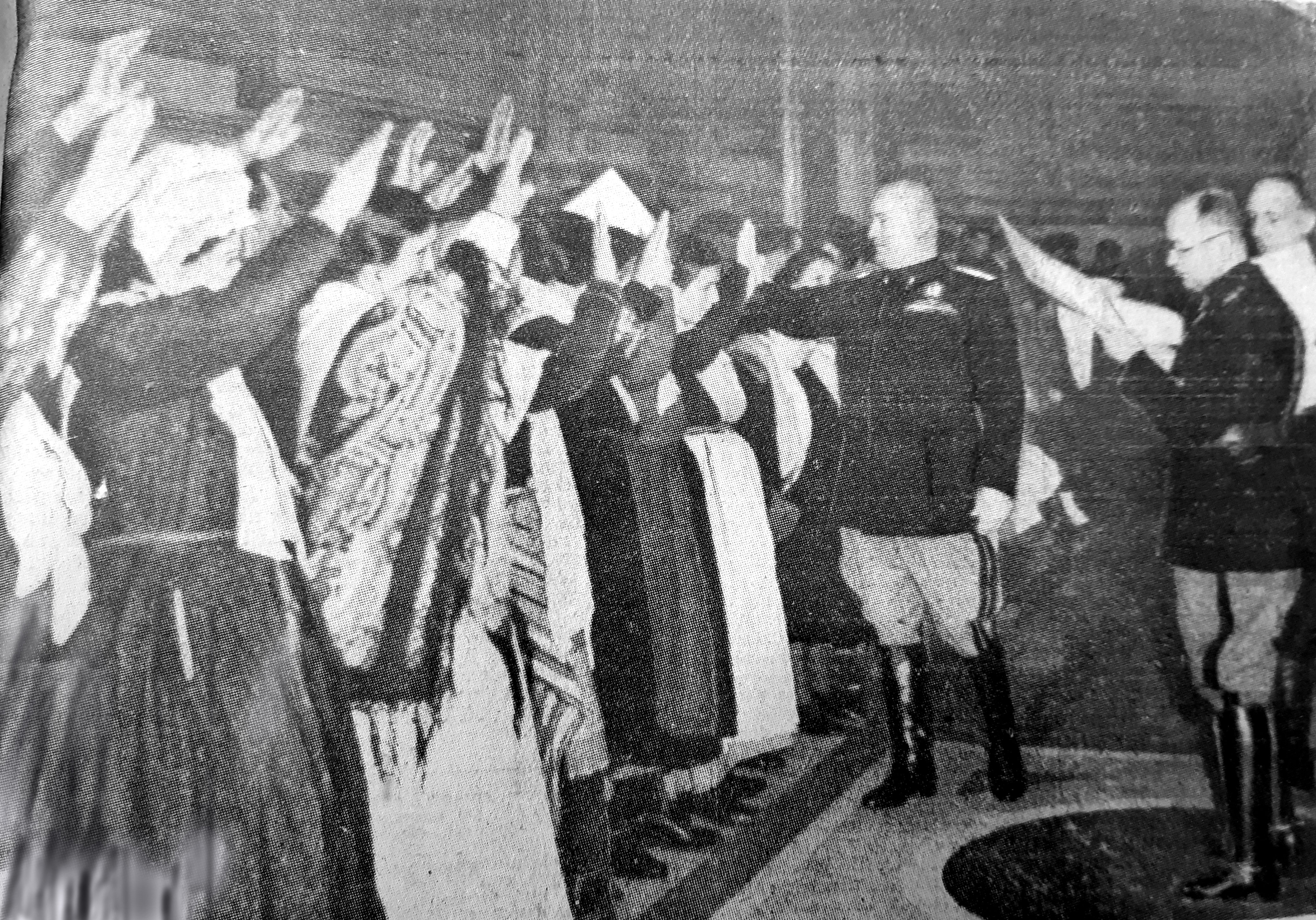
Benito Mussolini

La batalla por los nacimientos fue una de las cuatro batallas económicas que tuvieron lugar en la Italia fascista (1922-1943), las otras fueron la batalla del trigo (para hacer que el país sea más autosuficiente), la batalla de la lira (un aumento en el valor de la moneda) y la batalla de la tierra (que involucraba políticas de recuperación de tierras). El Primer ministro Benito Mussolini, a menudo conocido como Il Duce, imaginó un Imperio italiano para rivalizar con el de los romanos, y para llevar a cabo este objetivo, previó la necesidad de aumentar la población. Mussolini siguió una política exterior a menudo agresiva para lograr sus objetivos coloniales: el ejército italiano invadió Abisinia (ahora Etiopía) en octubre de 1935. La frase batalla de los nacimientos también se usó, en fuentes contemporáneas, para describir políticas desarrolladas en la Alemania nazi.

## Implementación
Mussolini se peleó con la Iglesia Católica por una serie de problemas en su tiempo en el cargo, pero sus puntos de vista, en ese momento, coincidían con el tema de los roles de género y la anticoncepción: ambos sentían que las mujeres deberían asumir un papel de esposa y madre, y ambos no estuvieron de acuerdo con la anticoncepción y el aborto, y Mussolini prohibió lo primero. La batalla de los nacimientos comenzó en 1927: Mussolini introdujo una serie de medidas para fomentar la reproducción, con el objetivo de aumentar la población de 40 millones a 60 millones en 1950. Se ofrecieron préstamos a parejas casadas, con parte del préstamo cancelado por cada nuevo hijo, y cualquier hombre casado que tuviera más de seis hijos quedó exento de impuestos. Mussolini, que había desarrollado un culto a la personalidad, argumentó que los italianos tenían el deber de producir la mayor cantidad de niños posible.
En correspondencia con estos incentivos, se introdujeron leyes para penalizar a los ciudadanos que demostraron ser menos productivos. Los solteros fueron gravados cada vez más, y a fines de la década de 1930, el servicio civil comenzó a reclutar y promover solo a aquellos que eran fértiles y casados. El estado ejerció cierto control sobre el número de mujeres en el empleo a través de empresas nacionalizadas, y la compañía ferroviaria de propiedad estatal despidió a todas las mujeres empleadas desde 1915, excepto las viudas de guerra. Estas políticas también se extendieron a la industria privada, con la mayoría de las empresas reservando promociones para hombres casados.

## Desenlace
A diferencia de la batalla del grano y la batalla de la tierra, que se consideraron moderadamente exitosas, la Batalla por los nacimientos se considera un fracaso. En 1950, siete años después de que Mussolini fuera derrocado por el rey Víctor Emmanuel III, y cinco años después de su ejecución, la población de Italia era de 47,5 millones. Las tasas de matrimonio se mantuvieron prácticamente iguales durante el gobierno de Mussolini, y las tasas de natalidad disminuyeron hasta 1936, después de lo cual hubo un aumento modesto. La tasa de natalidad de 112 por 1000 en 1936 estaba por debajo de los niveles anteriores a la Primera Guerra Mundial (1911: 147 por 1000). Mussolini sintió que la falta de entusiasmo mostrada por la nación italiana le había costado 15 divisiones del ejército en la Segunda Guerra Mundial (en la que Italia había luchado junto a las potencias del Eje).